# Нове Село (Великоустюзький район)
Но́ве Село́ (рос. Новое Село) — присілок у складі Великоустюзького району Вологодської області, Росія. Входить до складу Красавинського міського поселення.

## Населення
Населення — 37 осіб (2010; 45 у 2002).
Національний склад (станом на 2002 рік):
- росіяни — 98 %